# Municipio de Central (Dakota del Norte)
El municipio de Central (en inglés: Central Township) es un municipio ubicado en el condado de Nelson en el estado estadounidense de Dakota del Norte. En el año 2010 tenía una población de 29 habitantes y una densidad poblacional de 0,31 personas por km².

## Geografía
El municipio de Central se encuentra ubicado en las coordenadas 47°53′48″N 98°12′18″O / 47.89667, -98.20500. Según la Oficina del Censo de los Estados Unidos, el municipio tiene una superficie total de 93.23 km², de la cual 90,2 km² corresponden a tierra firme y (3,26 %) 3,04 km² es agua.

## Demografía
Según el censo de 2010, había 29 personas residiendo en el municipio de Central. La densidad de población era de 0,31 hab./km². De los 29 habitantes, el municipio de Central estaba compuesto por el 100 % blancos. Del total de la población el 0 % eran hispanos o latinos de cualquier raza.